# Never Forget (пісня Грети Салоуме та Йоунсі)
«Never Forget» — пісня ісландських співаків Грети Салоуме та Йоунсі, з якою вони представлятимуть Ісландію на пісенному конкурсі Євробачення 2012 в Баку. За результатами півфіналу, що відбувся 22 травня, композиція пройшла до фіналу конкурсу.